# ذا وول
ذا وول (بالإنجليزية: The Wall)‏ هو ألبوم الأغاني الحادي عشر التي ألفه فرقة البروغريسيف روك الإنجليزية «بينك فلويد». وهو أخر ألبوم للفرقة تم تقديمه بكامل أعضاءه الأساسيين قبل انفصال روجر واترز عنهم. صدر كألبوم مزدوج على اسطوانتين في 30 نوفمبر 1979. وصاحَبَ عرض الحفلة مؤثرات مسرحية مفصلة ومبهرة. كما تحول إلى فيلم سينمائي عام 1982 بعنوان «بينك فلويد - الحائط» (Pink Floyd - The Wall). قام بدور البطل فيه بوب غيلدوف، وأخرجه آلان باركر وقام بعمل الرسوم الكارتونية فيه رسام الكاريكاتير البريطاني غيرالد سكارف.
الحائط" هو ألبوم فكري، مثل الألبومات الثلاثة التي سبقته، إذ يحاول الفريق أن يستكشف الأسباب التي تؤدي إلى عزلة الفرد وابتعاده عن قبول أفكار من يخالغونه القيم والمباديء. اعتمد الفريق قصة حياة شخصية وهمية هو «بينك» وتبحر في حياته عارضا العوامل التي أدت لإنشاء نفسية منعزلة رافضة للأخر، وبالتالي ضياعه وحقده على المجتمع. بداءت حياة بينك بخسارته لوالده في الحرب، ثم تعرض لتوبيخات مدرسيه الذين قتلوا الحس الفني عنده، ولصرامة والدته وحمايتها له الزائدة عن اللزوم مما أدى لفقده الثقة بالنفس والاتكالية، ثم فشل زواجه وانتشى في عالم الشهرة والمال مما أدى لتحوله إلى دكتاتور يريد القضاء على الأخرين الذين لا يمشون بمبادئه ويعتبرهم دونيون. وكمجاز، اعتبر كل عقدة من هذه العقد هي طوبة استعملت في بناء وتنمية وتعلية الحائط الذي يفصله عن الأخرون.
مع أن شخصية «بينك» هي وهمية، إلا أن حياته مستمدة من ما مر به روجر ووترز (شاعر الفريق ولاعب ألة الباص فيه) وسيد باريت (رئيس الفريق). وخطرت الفكرة لووترز بإحدى جولات الفريق الفنية عندما غضب غضبا شديدا من أحد الجمهور وبصق عليه بعد أن حاول الاقتراب منه فأحس بوجود حائط ضخم بينه وبين الجمهور. فتأمل وتفكر بأسباب غضبه ووجدها وربطها بما مر به في صغره فاستعملها كعناصر في تأليف أغاني وموسيقى الألبوم.
من الناحية الفنية، يعتبر الألبوم من نوع الأوبرا روك الضخمة، وهي من أنواع الروك التقدمي الذي بزغ في السبعينيات من القرن العشرين. واعتمد الفريق على صخب موسيقي أعلى بكثير مما قدمه سابقا. ولاقى نجاحا كبيرة وكان الأول على لوائح الأغاني الشهيرة لعام 1980. وبحلول عام 1999، بيع منه 11 مليون البوم في الولايات المتحدة فقط. ووضعته مجلة الرولينغ ستون في المرتبة السابعة والثمانون في قائمة «أفضل 500 أغنية على الإطلاق». والجدير ذكره أن ريتشارد رايت، لاعب البيانو الإلكتروني، ترك الفريق خلال إنتاج الألبوم إلا أنه تابع العمل معهم كمستقل مدفوع الراتب خلال جولة الفريق الفنية.

## الفكرة والقصة

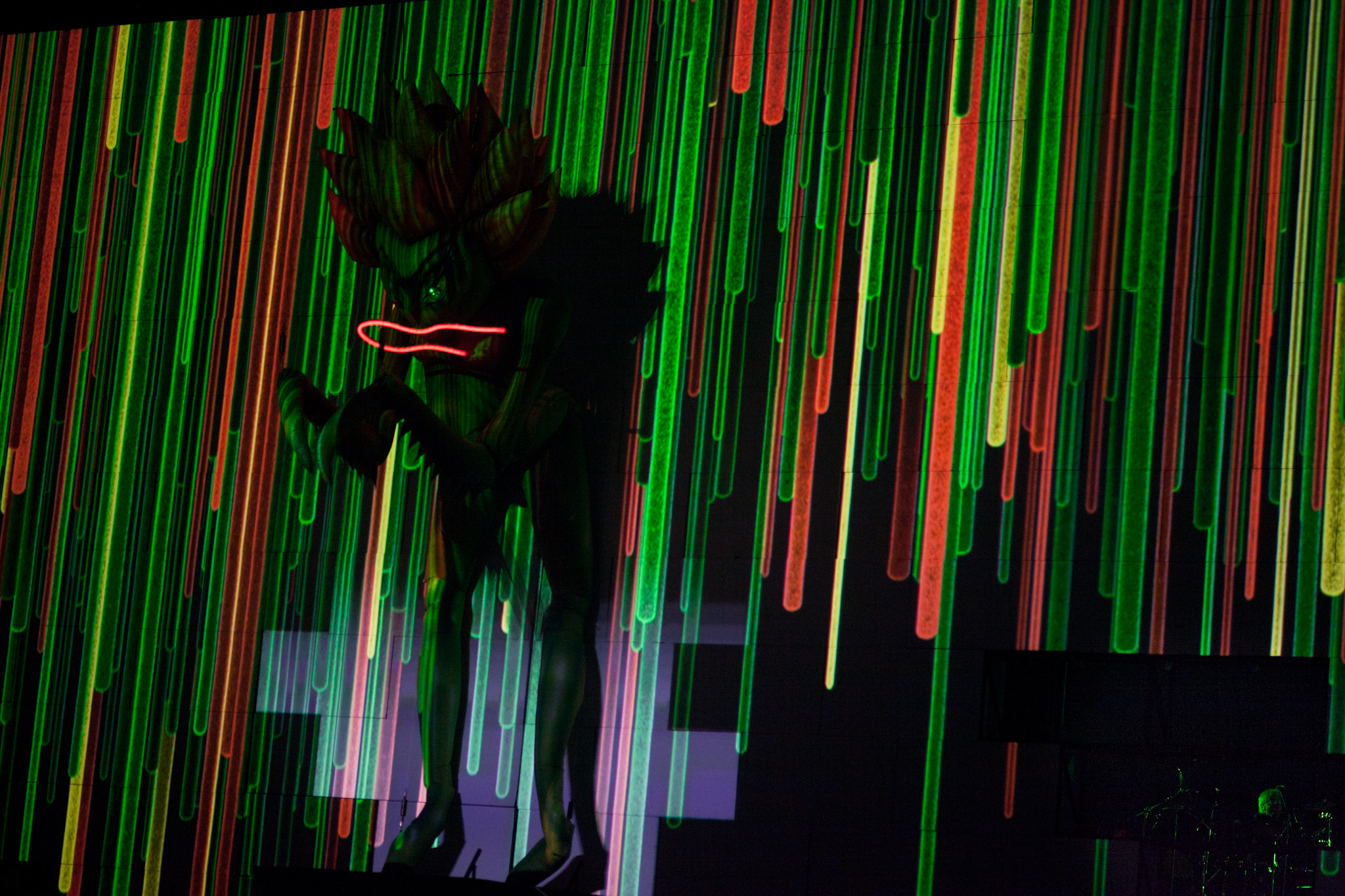
مؤثرات ضوئية على مسرح حفل "ذا وول" لبينك فلويد.

### المجازية
الفكرة الآساسية تعتمد القصص المجازية لاستكشاف أسباب انعزال وتفرق الناس عن بعضهم. والحائط هو مجاز يصور الدافع الإنسانية الداخلية التي تمنعنا عن تقبل الأخرين. وكل طوبة مستعملة في الحائط تمثل العقدة النفسية التي تنمي شخصية الانعزال. وأصبح الألبوم موضوعا لدراسات أكاديمية كثيرة في مجالات مثل اللغة الإنكليزية، العلوم السياسية، التربية، علم الاجتماع والفلسفة وغيرها.

### أحداث القصة
تتمحور القصة حول حياة بطلها المسمى «بينك». فتبدء بحادث موت والده مما أفقده المرشد. ثم تظهر والدته الصارمة التي تحاول أن تحميه بشكل كبير مما أفقده الإستقلالية الذاتية. ثم يتضهده مدرسوه القساة الذين هم بدورهم متضهدين في حياتهم المنزلية، وبالتالي، ينفسون احتقانهم في الصف. وهذا يفقده ثقته بنفسه ويقتل الملكة الفنية عنده. وعندما يصبح «بينك» نجما موسيقيا شهيرا، تضاف عقد أخرى مثل حب العظمة والخيانة وتعاطي المخدرات واعتماد العنف. وكل منها تشكل عقدة نفسية تضاف إلى العقد لأخرى. وكل عقدة من هذه العقد هي مجازا «طوبة أخرى في الحائط» ("Another brick in the wall"، وهي لازمة تتردد في معظم أغاني الألبوم) وكل طوبة جديدة تقوي الحائط مما يزيد من انعزاله ورفضه لمحيطه. وينتهي اكتمال بناء الحائط بفشل زواجه واتمام حالة الانعزال هن كل محيطه.
ويمثل مفهوم «خلف الحائط» قيم وعقلية «بينك»، التي نمت لتصبح عقلية ديكتاتورية تريد تحويل العالم حوله إلى ما مناسبه فتصبح عنده دوافع التخلص من كل من يخالفه القيم ومن كل من يعتبرهم أقل قيمة أومن دون فادة. وهنا، استعمل في الألبوم الموسيقى العالية الصاخبة كتمثيل لحفلات النازية الجديدة الثورية. وبالنهاية، وبسبب عقدة الذنب الكبيرة التي واجهها، يقيم لنفسه محاكمة ذاتية تأمر بتدمير الحائط بنفسه مما يتيح له رؤية العالم الحقيقي. ويختتم الألبوم بنفس الإغنية الافتتاحية من جديد كدلالة أن هذه الحالة هي دورية تعيد نفسها.

## التسجيل
تم تسجيل الألبوم في مواقع متعددة منها استديوهات «سوبر بير» و«ميرفال» في فرنسا، و«شيروكي» و«فيليج ريكوردر» و«بروديوسر ووركشوب» في لوس أنجلوس.
/*الجولات الفنية*/
بعد انفصال روجر ووترز عن الـ بينك فلويد قام بعمل جولات عديدة لألبوم ذا وول أشهرها كان عام 1990 عندما أقام حفلا على جانبي الحدود بين ما كان يُعرف بـ ألمانيا الشرقية وألمانيا الغربية. وآخر العروض كان جولة قام بها روجر ووترز عام 2013 في كل من آسيا وأمريكا وأوروبا. ورغم أن روجرز ألمح في إحدى المقابلات الصحفية أن تلك قد تكون آخر جولة له لألبوم ذا وول، إلا أنه تراجع لاحقا وأعلن نيته القيام بجولات جديدة مستقبلا.

## أغاني الألبوم
| 1. | "In the flesh" (في الجسد)                                           | 3:15 |
| 2. | "The Thin Ice" (على جليد خفيف)                                      | 2:27 |
| 3. | "Another Brick in the Wall - Part I" (طوبة أخرى في الحائط (جزء 1))  | 3:21 |
| 4. | "The happiest days of our live" (أجمل أيام حياتنا)                  | 1:46 |
| 5. | "Another Brick in the Wall - Part II" (طوبة أخرى في الحائط (جزء 2)) | 3:59 |
| 6. | "Mother" (الأم)                                                     | 5:32 |

| 1. | "Goodbye Blue Sky" (وداعا للسماء الزرقاء)  | 2:45 |
| 2. | "Empty spaces" (فضاءات فارغة)              | 2:10 |
| 3. | "Young lust" (الشهوة اليافعة)              | 3:25 |
| 4. | "One of my turns" (إحدى تحولاتي)           | 3:41 |
| 5. | "Don't Leave Me Now" (لا تتركني الأن)      | 4:08 |
| 6. | "Goodbye Cruel World" (وداعا للعالم القاس) | 0:48 |

| 1. | "Hey you" (هاي، أنت)                                   | 4:40 |
| 2. | "Is there anybody out there?" (هل يوجد أحدا في الخارج) | 2:44 |
| 3. | "Nobody Home" (لا يوجد أحد في المنزل)                  | 3:26 |
| 4. | "Vera" (فيرا)                                          | 1:35 |
| 5. | "Bring the boys home" (أعيدوا الأولاد للوطن)           | 1:21 |
| 6. | "Comfortably Num" (متنمل براحة)                        | 6:23 |

| 1. | "The Show Must Go On" (يجب أن يستمر العرض)  | 1:36 |
| 2. | "In the Flesh" (في الجسد)                   | 4:15 |
| 3. | "Run Like Hell" (أركض كأنك هارب من الجحيم)  | 4:20 |
| 4. | "Waiting for the Worms" (في انتظار الديدان) | 4:04 |
| 5. | "Stop" (قف)                                 | 0:30 |
| 6. | "The Trial" (المحاكمة)                      | 5:13 |
| 7. | "Outside the Wall" (خارج الحائط)            | 1:41 |

## قائمة المبيعات
| السنة | القائمة                    | أعلى مركز وصلت إليه | المصدر |
| ----- | -------------------------- | ------------------- | ------ |
| 1979  | المملكة المتحدة            | 3                   | [ 7 ]  |
| 1979  | النرويج                    | 1                   | [ 8 ]  |
| 1979  | إسبانيا                    | 9                   | [ 8 ]  |
| 1979  | السويد                     | 1                   | [ 8 ]  |
| 1979  | سويسرا                     | 29                  | [ 8 ]  |
| 1979  | ألمانيا                    | 1                   | [ 8 ]  |
| 1979  | الدنمارك                   | 19                  | [ 8 ]  |
| 1979  | نيوزيلندة                  | 1                   | [ 8 ]  |
| 1979  | إيطاليا                    | 13                  | [ 8 ]  |
| 1979  | فنلندة                     | 21                  | [ 8 ]  |
| 1979  | النمسا                     | 1                   | [ 8 ]  |
| 1980  | الولايات المتحدة (بيلبورد) | 1                   | [ 9 ]  |
| 1980  | فرنسا                      | 1                   | [ 10 ] |
| 2011  | الأرجنتين                  | 1                   | [ 11 ] |
| 2012  | بولندة                     | 11                  | [ 12 ] |

## روابط خارجية
- ذا وول على موقع الموسوعة البريطانية (الإنجليزية)
- ذا وول على موقع أول موفي (الإنجليزية)